# Fejvesztve
A Fejvesztve (eredeti cím: 10 Minutes Gone) 2019-es bűnügyi-akciófilm Brian A. Miller rendezésében. A főszerepben Bruce Willis és Michael Chiklis. 
A film 2019. szeptember 27-én került a mozikba, Magyarországon DVD-n jelent meg szinkronizálva 2021. július végén.

## Cselekmény
Frank Sullivan (Michael Chiklis), a profi bankrabló még sosem csinált félresikerült munkát - egészen addig, amíg a bátyját meg nem ölik egy rablás során. Az eszméletét vesztett Frank egy mocskos sikátorban ébred, és nem emlékszik arra, hogy a rablás hogyan csúszott félre, vagy hogy ki lőtte le a bátyját. Frank főnökének, az erőszakos bűnöző Rexnek (Bruce Willis) mindez nem számít... ő csak a zsákmányt akarja, ami nincs Franknél. Idő és információ hiányában Franknek ki kell találnia, hogy a bandájuk melyik tagja árulta el őket; el kell kerülnie Rex bérgyilkosait, akik a nyomában vannak, és meg kell találnia egy titokzatos aktatáskát, hogy megmentse a saját bőrét és megbosszulja a bátyja halálát.

## Szereplők
| Szerep            | Színész         | Magyar hang            |
| ----------------- | --------------- | ---------------------- |
| Lord Rex          | Bruce Willis    | Dörner György          |
| Frank Sullivan    | Michael Chiklis | Epres Attila           |
| Claire            | Meadow Williams | Kiss Erika             |
| Griffin           | Kyle Schmid     | Papp Dániel            |
| Richard           | Texas Battle    | Crespo Rodrigo         |
| Ivory             | Lydia Hull      | Peller Anna            |
| Banki alkalmazott | Lala Kent       | Erdős Borcsa           |
| Baxter            | Swen Temmel     | Horváth-Töreki Gergely |
| Mitch             | John Hickman    | Holl Nándor            |
| Joe               | Tyler Jon Olson | Pál Tamás              |
| Marshall          | Sergio Rizzuto  | Gubányi György István  |

## Gyártás
A filmet Cincinnati-ben forgatták.

## Fogadtatás
A Rotten Tomatoes kritika-gyűjtő weboldalon a film 7 kritika alapján 0%-os minősítést ért el, 1,98/10-es átlagértékeléssel. A Metacritic-en a film átlagos pontszáma 4 kritikus alapján 100-ból 13, ami " túlnyomórészt kedvezőtlen".
Derek Smith a Slant Magazine-tól a négyből fél csillagot adott a filmnek.

## Fordítás
- Ez a szócikk részben vagy egészben  a(z)   10 Minutes Gone című angol Wikipédia-szócikk fordításán alapul.  Az eredeti cikk szerkesztőit annak laptörténete sorolja fel. Ez a jelzés csupán a megfogalmazás eredetét és a szerzői jogokat jelzi, nem szolgál a cikkben szereplő információk forrásmegjelöléseként.